# Santiago del Teide
Pour les articles homonymes, voir Santiago (homonymie).
Santiago del Teide est une commune de la province de Santa Cruz de Tenerife dans la communauté autonome des Îles Canaries en Espagne. Elle est située à l'ouest de l'île de Tenerife.

## Géographie

### Localisation

Localisation de l'île de Tenerife dans les Îles Canaries.
Localisation de Santiago del Teide dans l'île de Tenerife.

|                  | Buenavista del Norte, Los Silos, El Tanque, Garachico, Icod de los Vinos |            |
| Océan Atlantique | Santiago del Teide                                                       | La Orotava |
|                  | Guía de Isora                                                            |            |

## Démographie
| Année | Population | Densité    |
| ----- | ---------- | ---------- |
| 1991  | 5.914      | 113,3/km²  |
| 1996  | 7.506      | 143,8/km²  |
| 2001  | 9.303      | 178,9/km²  |
| 2002  | 10.113     | 193,7/km²  |
| 2003  | 10.523     | 201,55/km² |
| 2004  | 10.777     | 206,2/km²  |
| 2005  | 11.212     | 214,7/km²  |
| 2009  | 12.050     | 230,8/km²  |

## Patrimoine
Sur le ban de la municipalité de Santiago del Teide se trouve le village de Los Gigantes avec ses nombreux appartements construits à flanc de montagne. On peut y admirer les impressionnantes falaises qui surgissent de la mer et s'élèvent jusqu'à 200 m de hauteur.
La route de l'art ou "Ruta del Arte" séries de peintures permanentes du peintre français Bernard Romain dédiées aux iles de l'Archipel,sur l'église et les maisons les plus anciennes du village de Santiago del Teide.
Le Musée de la pêche ou "Museo del Pescador" (plus bas sur la côte à Puerto Santiago), également de Bernard Romain, ensemble mural et sculptural, hommage de l'artiste aux pêcheurs de Tenerife.

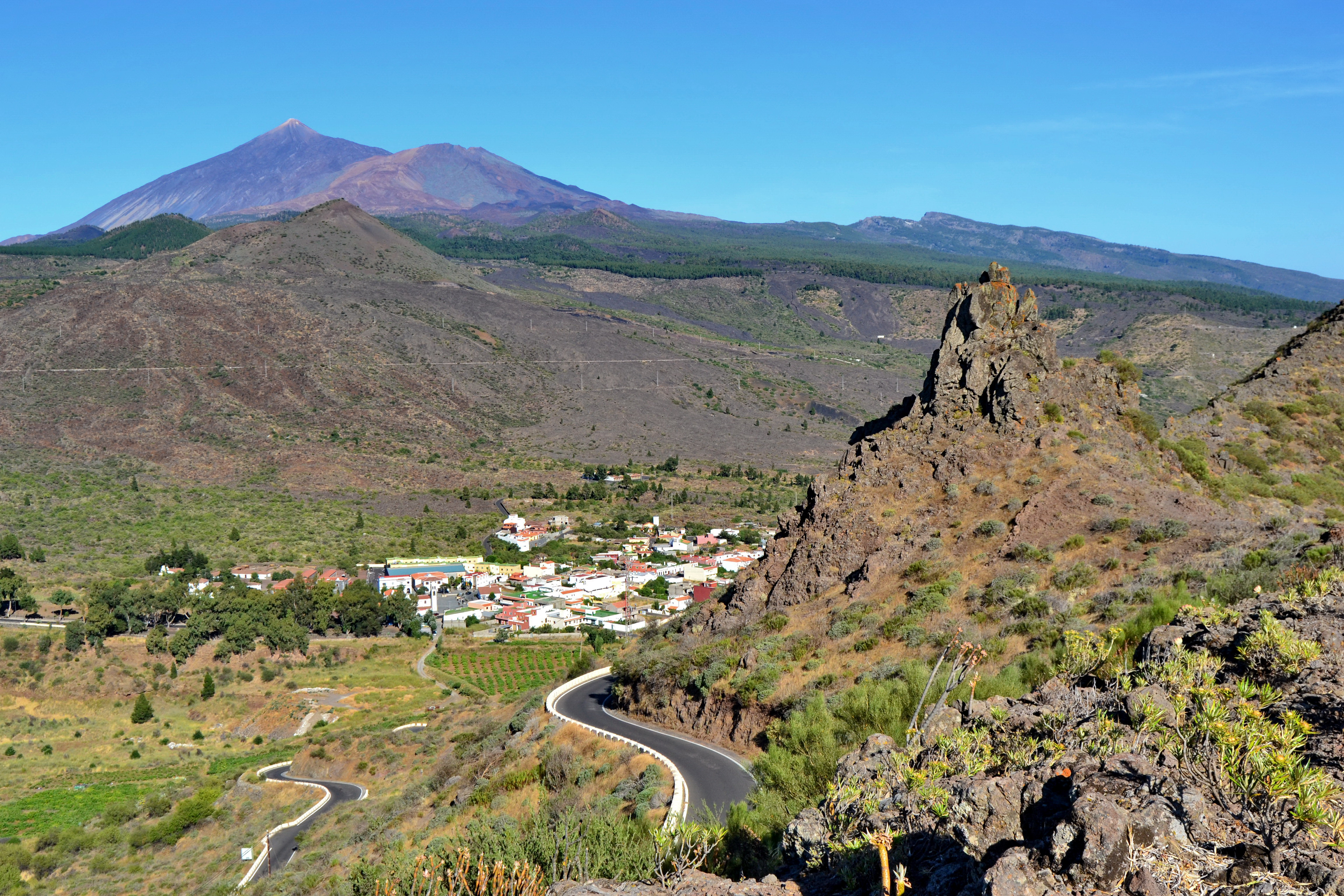
Santiago del Teide et, à l'arrière plan, le Teide
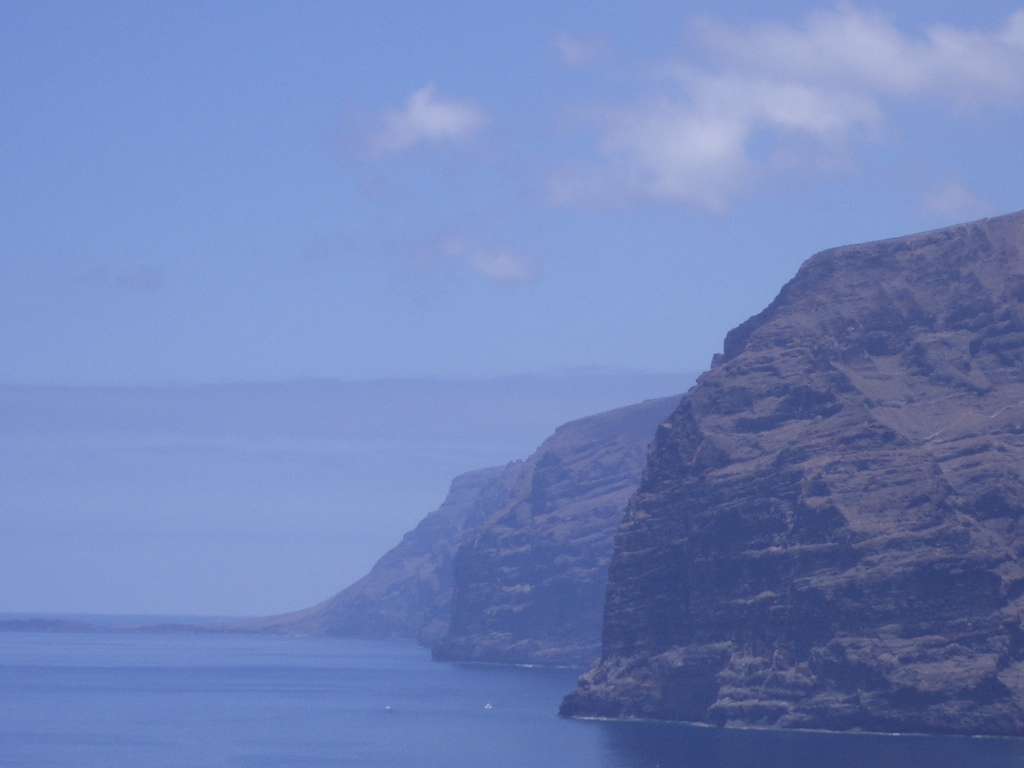
Falaises de Los Gigantes
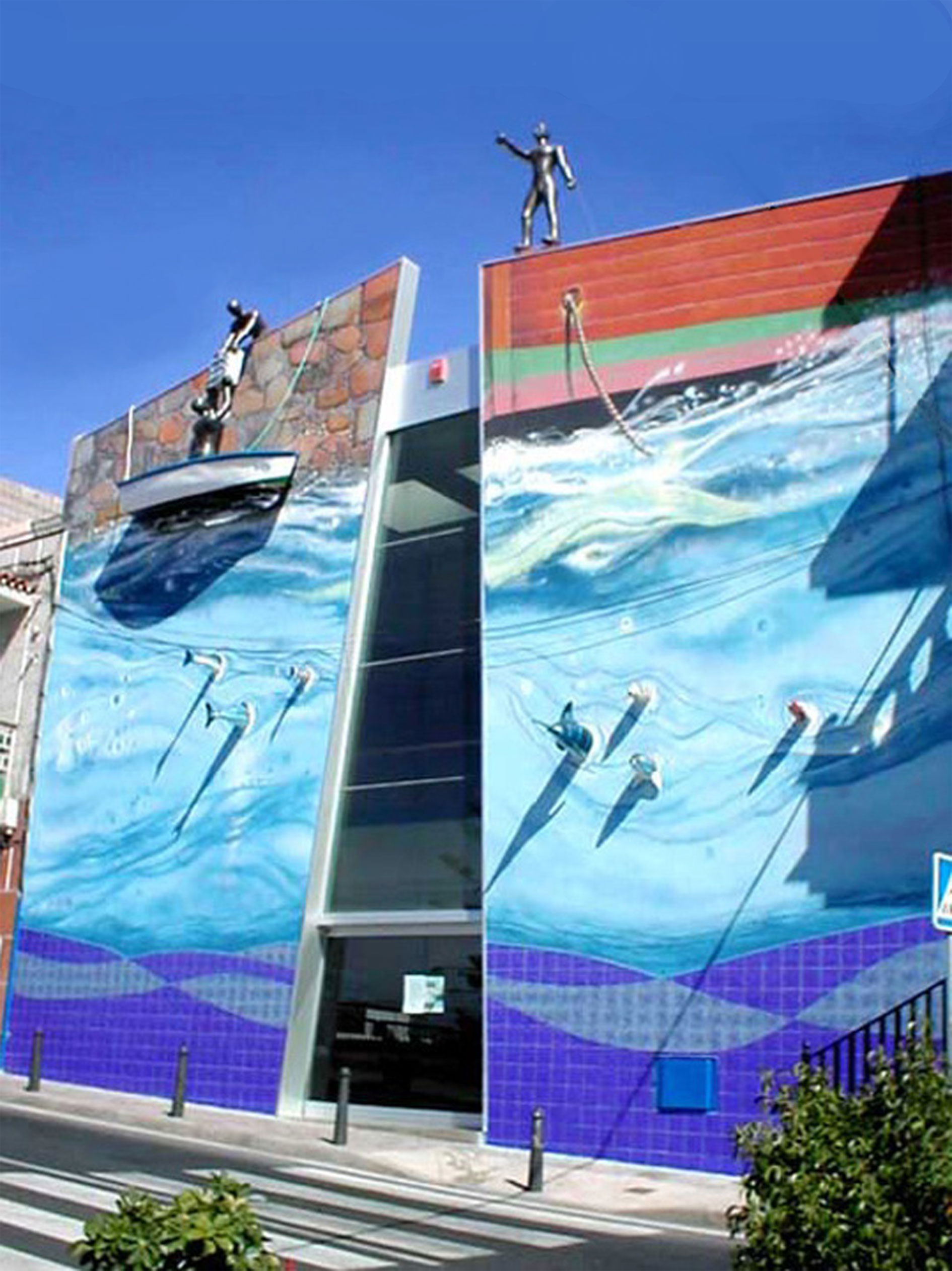
Museo del Pescador (Puerto Santiago)